# جوستاوو کاررر
جوستاوو کاررر (به ایتالیایی: Gustavo Carrer) بازیکن فوتبال و اهل ایتالیا است که از سال ۱۹۱۱ میلادی عضو تیم ملی فوتبال ایتالیا بوده و در ۲ بازی ملی حضور داشته‌است. او در بازی‌های ملی‌اش ۱ گل به ثمر رساند.
جوستاوو کاررر آخرین بازی ملی خود را در سال ۱۹۱۱ میلادی انجام داد.